# 손건우
손건우(1974년 11월 29일 ~ )는 대한민국의 배우이다.

## 학력
- 충북대학교 독어독문학

## 작품 활동

### 드라마
- 《커피야 부탁해》 (채널A, 2018년) - (우정출연)
- 《마술학교》 (JTBC, 2017년)
- 《밥상 차리는 남자》 (MBC, 2017년) - 상도 역
- 《도둑놈, 도둑님》 (MBC, 2017년) - 김형덕 검사 역
- 《별별 며느리》 (MBC, 2017년) - 윤건우 역
- 《당신은 너무합니다》 (MBC, 2017년) - 카뱌레 사회자 역
- 《역적 : 백성을 훔친 도적》 (MBC, 2017년) - 성희안 역
- 《월계수 양복점 신사들》 (KBS2, 2016년) - 오본부장 역
- 《워킹 맘 육아 대디》 (MBC, 2016년) - 오상식 역
- 《몬스터》 (MBC, 2016년) - 연구원 역
- 《애인 있어요》 (SBS, 2015년) - 백석변호사사무소 사무장 역
- 《유일랍미》 (드라마 H & TRENDY, 2015년) - 양사장 역
- 《달콤한 비밀》 (KBS2, 2014년) - 의사 역
- 《유나의 거리》 (JTBC, 2014년) - 연극영화과 교수 역
- 《전설의 마녀》 (MBC, 2014년) - CF감독 역
- 《장미빛 연인들》 (MBC, 2014년) - 김이사 역
- 《청담동 스캔들》 (SBS, 2014년) - 닥터한 역
- 《별에서 온 그대》 (SBS, 2013년~2014년) - 소속사 직원 역
- 《백년의 유산》 (MBC, 2013년) - 최 공장장의 아들 역 (특별출연)
- 《못난이 송편》 (MBC, 2012년) - 교사 역
- 《오자룡이 간다》 (MBC, 2012년) - 점장 역
- 《넝쿨째 굴러온 당신》 (KBS2, 2012년) - 의사 역
- 《무신》 (MBC, 2012년) - 이상로 장군 역
- 《인수대비》 (JTBC, 2011년) - 윤우 역
- 《태양의 신부》 (SBS, 2011년) - 동일변호사 역
- 《애정만만세》 (MBC, 2011년~2012년) - 김 원장 역
- 《역전의 여왕》 (MBC, 2010년) - 추상철 역
- 《로드 넘버원》 (MBC, 2010년) - 군조사위 역
- 《황금물고기》 (MBC, 2010년) - 하진우 역
- 《동이》 (MBC, 2010년) - 민병식 역
- 《산부인과》 (SBS, 2010년) - 정은미의 남편 역 (특별출연)
- 《행복합니다》 (SBS, 2008년) - 이동기 역
- 《로비스트》 (SBS, 2007년)
- 《그 여자가 무서워》 (SBS, 2007년)
- 《왕과 나》 (SBS, 2007년) - 고동선 역
- 《황금신부》 (SBS, 2007년)
- 《HDTV 문학관 - 서러워라 잊혀진다는 것은》 (KBS1, 2007년) - 숙종 역
- 《연개소문》 (SBS, 2006년) - 온사문 역
- 《사랑과 야망》 (SBS, 2006년)
- 《서동요》 (SBS, 2005년) - 백무 역
- 《러브스토리 인 하버드》 (SBS, 2004년) - 킬러 역
- 《영웅시대》 (MBC, 2004년)
- 《왕초》 (MBC, 1999년)
- 《해바라기》 (MBC, 1998년)
- 《산》 (MBC, 1997년)
- 《남자 셋 여자 셋》 (MBC, 1996년)
- 《종합병원》 (MBC, 1994년) - 최진혁 레지던트 역
- 《신혼여행 출장중》 (MBC, 1994년) - 신혼부부 역

### 영화
- 《연악: 나의 운명》 (2023년) - 세종 역
- 《돌멩이의 꿈》 (2009년) - 장용수 역
- 《실종》 (2009년) - 홍 감독 역
- 《굿바이 데이》 (2007년)
- 《런어웨이》 (1995년) - 성호 역

### 연극
- 《고등어》 (1996년)
- 《여보 나도 할말 있어》 (2015~2016년) - 종수 역[3]